# Wolfgang Ehrhardt
Wolfgang Ehrhardt (* 21. April 1948 in Dortmund) ist ein deutscher Klassischer Archäologe.
Wolfgang Ehrhardt studierte zwischen 1968 und 1977 Klassische Archäologie, Klassische Philologie, Alte Geschichte sowie Altorientalistik an der Universität Tübingen und der Universität Bonn. Die Promotion erfolgte 1977 bei Nikolaus Himmelmann mit einer Arbeit zum Thema Stilgeschichtliche Untersuchungen an römischen Wandmalereien. Von der späten Republik bis zur Zeit Neros. 1978/79 bereiste er als Reisestipendiat des Deutschen Archäologischen Instituts den Mittelmeerraum. Er war wissenschaftlicher Mitarbeiter des Projekts Häuser in Pompeji unter Leitung von Volker Michael Strocka an der Universität Freiburg. Im Rahmen dieses Projekts bearbeitete er die Casa dell’Orso, die Casa di Paquius Proculus und die Casa delle Nozze d’Argento. 1994 wurde er an der Universität Freiburg habilitiert, wo er auch zum außerplanmäßigen Professor ernannt wurde. 2006 bis 2012 war er wissenschaftlicher Mitarbeiter eines Forschungsprojekts zu hellenistischen Heiligtümern in Knidos, 2012 bis 2015 wissenschaftlicher Mitarbeiter des Forschungsprojekts Untersuchung zur Stratigraphie und Chronologie des Asklepieions von Kos, beide an der Universität zu Köln angesiedelt.
Ehrhardt forscht vorrangig zur griechischen und römischen Malerei, zur griechischen Plastik der klassischen Zeit, zur römischen Hausarchitektur und Urbanistik, zur Wissenschaftsgeschichte sowie zu Heiligtümern des Hellenismus.

## Veröffentlichungen (Auswahl)
- Das Akademische Kunstmuseum der Universität Bonn unter der Direktion von Friedrich Gottlieb Welcker und Otto Jahn (= Abhandlungen der Rheinisch-Westfälischen Akademie der Wissenschaften Band 68). Westdeutscher Verlag, Opladen 1982, ISBN 3-531-05082-6.
- Stilgeschichtliche Untersuchungen an römischen Wandmalereien. Von der späten Republik bis zur Zeit Neros. Von Zabern, Mainz 1987, ISBN 3-8053-0919-8 (Dissertation).
- Casa dell’Orso (VII 2, 44–46) (= Häuser in Pompeji Band 2). Hirmer, München 1988, ISBN 3-7774-4870-2.
- Casa di Paquius Proculus (I 7, 1.20) (= Häuser in Pompeji Band 9). Hirmer, München 1998, ISBN 3-7774-7300-6.
- Casa delle Nozze d’argento (V 2, i) (= Häuser in Pompeji Band 12). Hirmer, München 2004, ISBN 3-7774-9460-7.
- Dekorations- und Wohnkontext. Beseitigung, Restaurierung, Verschmelzung und Konservierung von Wandbemalungen in den kampanischen Antikenstätten (= Palilia Band 26). Dr. Ludwig Reichert Verlag, Wiesbaden 2012, ISBN 978-3-89500-897-9 (Digitaler Katalog) (Habilitationsschrift).